# Rob Wilson
Robert „Rob“ Wilson (* 18. Juli 1968 in Toronto, Ontario) ist ein kanadisch-britischer Eishockeytrainer und früherer -spieler. Er ist aktuell Trainer bei den Peterborough Petes in der kanadischen Juniorenliga Ontario Hockey League.

## Karriere

### Karriere als Trainer
Noch während seiner aktiven Zeit übernahm Rob Wilson erstmals eine Trainertätigkeit und war ab 2003 Spielertrainer der Newcastle Vipers. In der Saison 2005/06 wurde seine Mannschaft nach dem Finalsieg über die Sheffield Steelers erstmals britischer Playoff-Sieger. Von 2006 bis 2011 war er zudem Assistenztrainer der britischen Nationalmannschaft. Nach dem Ende seiner aktiven Karriere 2009 war Wilson auch in der Saison 2009/10 Cheftrainer der Newcastle Vipers in der EIHL, in der seine Mannschaft das Playoff-Viertelfinale erreichte. 2010 verließ er Großbritannien und wurde Trainer des HC Neumarkt in der italienischen Serie A2. Neumarkt erreichte in der Saison 2010/11 das Playoff-Viertelfinale, im darauffolgenden Jahr gelang der Einzug in das Halbfinale. Nach zwei Jahren verließ der frühere Verteidiger Neumarkt und wurde Cheftrainer von Ritten Sport in der Serie A1. In seiner ersten Saison bei Ritten wurde seine Mannschaft Erster der Zwischenrunde, schied dann aber im Playoff-Viertelfinale aus. In der Saison 2013/14 belegte seine Mannschaft den ersten Platz in der Hauptrunde und wurde nach dem Sieg über den HC Pustertal in der Finalserie erstmals in der Vereinsgeschichte Italienischer Meister.
Nach dem Meistertitel 2014 verließ Wilson Ritten und unterschrieb einen Einjahresvertrag bei den Straubing Tigers in der DEL, wurde aber Ende November des gleichen Jahres wegen Erfolglosigkeit freigestellt.

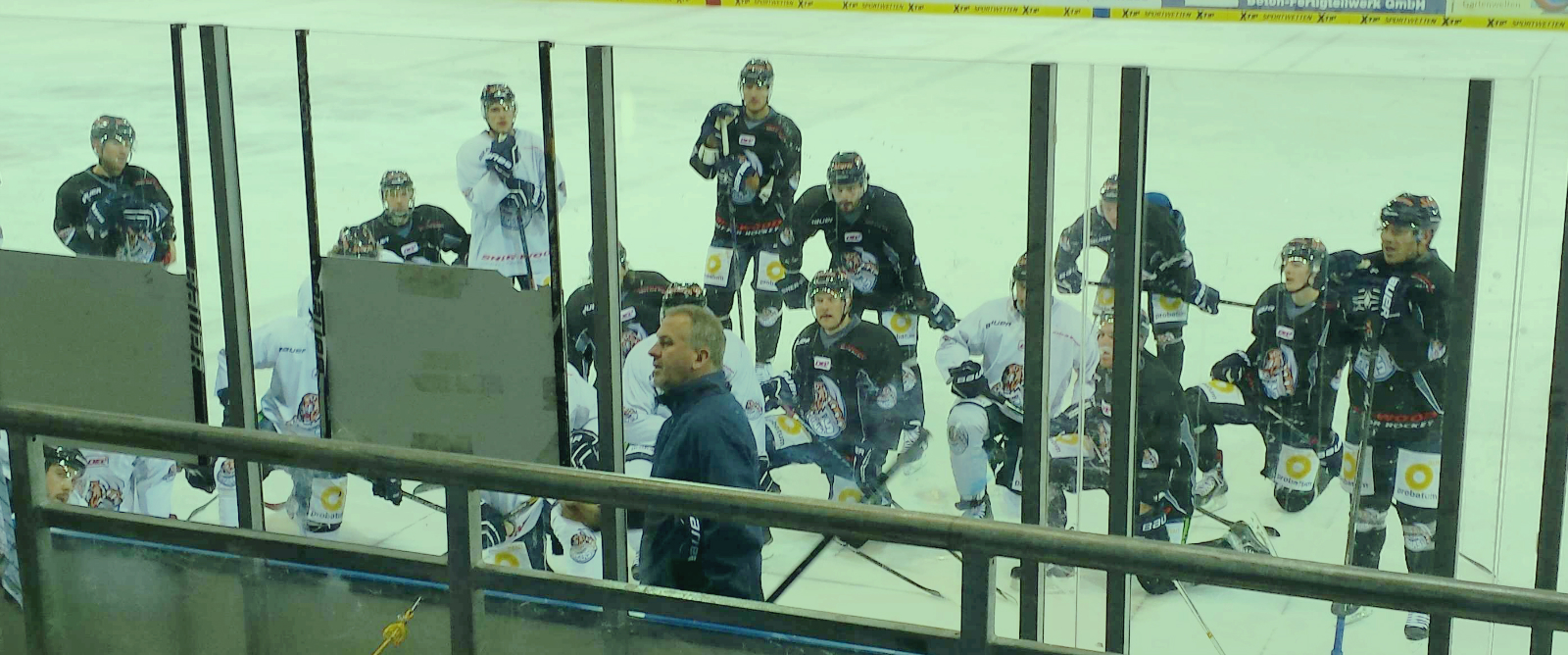
Rob Wilson während einer Trainingseinheit der Straubing Tigers

Im Dezember 2014 übernahm er die Position des Co-Trainers bei den Nürnberg Ice Tigers, zur Saison 2015/16 wurde Wilson zum Cheftrainer befördert und führte die Mannschaft in seinem ersten Jahr ins Playoff-Halbfinale, in dem man Wolfsburg unterlag. Sein Vertrag lief bis 2019. Im Anschluss an die Hauptrunde der Saison 2016/17 erhielt er die Auszeichnung als „Trainer des Jahres“ in der DEL. In der nachfolgenden DEL-Meisterrunde führte Wilson die Franken ins Halbfinale, wo sie wie im Jahr zuvor gegen Wolfsburg ausschieden.
Im Spieljahr 2017/18 erreichte Wilson mit den Nürnbergern wieder das Playoff-Halbfinale. Anfang Mai 2018 bat er aus persönlichen Gründen um die Auflösung seines noch geltenden Vertrages. Die Franken kamen diesem Gesuch nach und ließen Wilson gehen. Kurz darauf wurde er als neuer Trainer der Peterborough Petes in der kanadischen Juniorenliga Ontario Hockey League vorgestellt.

## Erfolge und Auszeichnungen

### Allgemein
- Aufnahme in die British Ice Hockey Hall of Fame 2011

### Als Spieler
- 1997: Britischer Meister mit den Sheffield Steelers

### Als Trainer
- 2006: Trainer des Jahres in der EIHL
- 2014: Italienischer Meister mit Ritten Sport
- 2014: Coppa Italia mit Ritten Sport
- 2017 DEL-Trainer des Jahres

## Karrierestatistik
(Legende zur Spielerstatistik: Sp oder GP = absolvierte Spiele; T oder G = erzielte Tore; V oder A = erzielte Assists; Pkt oder Pts = erzielte Scorerpunkte; SM oder PIM = erhaltene Strafminuten; +/− = Plus/Minus-Bilanz; PP = erzielte Überzahltore; SH = erzielte Unterzahltore; GW = erzielte Siegtore; 1 Play-downs/Relegation; Kursiv: Statistik nicht vollständig)